# Bussac (Dordogne)
Bussac település Franciaországban, Dordogne megyében. Lakosainak száma 385 fő (2022. január 1.). Bussac Bourdeilles, Biras, La Chapelle-Gonaguet, Lisle, Mensignac és Château-l’Évêque községekkel határos.

## Népesség
A település népességének változása:
| Lakosok száma | 210  | 200  | 322  | 354  | 368  | 385  | 397  | 398  | 398  | 385  |
|               | 1968 | 1982 | 1999 | 2006 | 2011 | 2015 | 2017 | 2018 | 2020 | 2022 |